# Ligne Mita
La ligne Toei Mita (都営地下鉄三田線, Toei Chikatetsu Mita-sen) est une ligne du métro de Tokyo au Japon gérée par le Bureau des Transports de la Métropole de Tokyo (Toei). Elle relie la station de Meguro à la station de Nishi-Takashimadaira. S'étendant sur une distance de 26,5 km, elle traverse Tokyo du sud au nord-ouest en passant dans les arrondissements de Shinagawa, Minato, Chiyoda, Bunkyō, Toshima et Itabashi. Elle est également connue comme ligne 6. Sur les cartes, la ligne est de couleur bleue et identifiée par la lettre I.

## Histoire
Le premier tronçon de la ligne entre en service le 27 décembre 1968 entre les stations Sugamo et Takashimadaira. Le 30 juin 1972, la ligne est prolongée de 7,3 km vers le sud jusqu'à Hibiya, puis de 3,3 km jusqu'à Mita le 27 novembre 1973. Le prolongement au nord jusqu'à Nishi-Takashimadaira est terminé le 6 mai 1976. Le 26 septembre 2000, le dernier segment de 4 km de Mita à Meguro est inauguré et des services interconnectés avec la ligne Meguro de la Tōkyū sont mis en place.

## Interconnexion
La ligne est interconnectée à Meguro avec la ligne Meguro de la compagnie Tōkyū.

## Stations
La ligne comporte 27 stations, identifiées de I-01 à I-27. Les stations I-22 à I-27 sont situées en surface.
| Numéro | Station               | Nom japonais | Distance (km) | Correspondances | Arrondissement |
| ------ | --------------------- | ------------ | ------------- | --- | -------------- |
| I01    | Meguro                | 目黒         | 0             | JR East : JY Yamanote Tōkyū : Meguro (interconnexion) Tokyo Metro : N Namboku                                                    | Shinagawa      |
| I02    | Shirokanedai          | 白金台       | 1,3           | Tokyo Metro : N Namboku | Minato         |
| I03    | Shirokane-Takanawa    | 白金高輪     | 2,3           | Tokyo Metro :N Namboku | Minato         |
| I04    | Mita                  | 三田         | 4,0           | Toei : A Asakusa JR East : JK Keihin-Tōhoku (à Tamachi), JY Yamanote (à Tamachi)                                                 | Minato         |
| I05    | Shibakōen             | 芝公園       | 4,6           | | Minato         |
| I06    | Onarimon              | 御成門       | 5,3           | | Minato         |
| I07    | Uchisaiwaichō         | 内幸町       | 6,4           | | Chiyoda        |
| I08    | Hibiya                | 日比谷       | 7,3           | Tokyo Metro : C Chiyoda, H Hibiya, Y Yūrakuchō (à Yūrakuchō) JR East : JK Keihin-Tōhoku (à Yūrakuchō), JY Yamanote (à Yūrakuchō) | Chiyoda        |
| I09    | Ōtemachi              | 大手町       | 8,2           | Tokyo Metro : C Chiyoda, Z Hanzōmon, M Marunouchi, T Tōzai                                                                       | Chiyoda        |
| I10    | Jimbōchō              | 神保町       | 9,6           | Toei : S Shinjuku Tokyo Metro : Z Hanzōmon                                                                                       | Chiyoda        |
| I11    | Suidōbashi            | 水道橋       | 10,6          | JR East : JB Chūō-Sōbu | Bunkyō         |
| I12    | Kasuga                | 春日         | 11,3          | Toei : E Ōedo Tokyo Metro : M Marunouchi (à Kōrakuen), N Namboku (à Kōrakuen)                                                    | Bunkyō         |
| I13    | Hakusan               | 白山         | 12,7          | | Bunkyō         |
| I14    | Sengoku               | 千石         | 13,7          | | Bunkyō         |
| I15    | Sugamo                | 巣鴨         | 14,6          | JR East : JY Yamanote | Toshima        |
| I16    | Nishi-Sugamo          | 西巣鴨       | 16,0          | Toei : Toden Arakawa (à Shin-Koshinzuka)                                                                                         | Toshima        |
| I17    | Shin-Itabashi         | 新板橋       | 17,0          | JR East : JA Saikyō (à Itabashi)                                                                                                 | Itabashi       |
| I18    | Itabashi-Kuyakushomae | 板橋区役所前 | 17,9          | | Itabashi       |
| I19    | Itabashi-Honchō       | 板橋本町     | 19,1          | | Itabashi       |
| I20    | Motohasunuma          | 本蓮沼       | 20,0          | | Itabashi       |
| I21    | Shimura-Sakaue        | 志村坂上     | 21,1          | | Itabashi       |
| I22    | Shimura-sanchōme      | 志村三丁目   | 22,0          | | Itabashi       |
| I23    | Hasune                | 蓮根         | 23,2          | | Itabashi       |
| I24    | Nishidai              | 西台         | 24,0          | | Itabashi       |
| I25    | Takashimadaira        | 高島平       | 25,0          | | Itabashi       |
| I26    | Shin-Takashimadaira   | 新高島平     | 25,7          | | Itabashi       |
| I27    | Nishi-Takashimadaira  | 西高島平     | 26,5          | | Itabashi       |

## Matériel roulant
La ligne Mita est parcourue par les trains des compagnies Toei et Tōkyū.

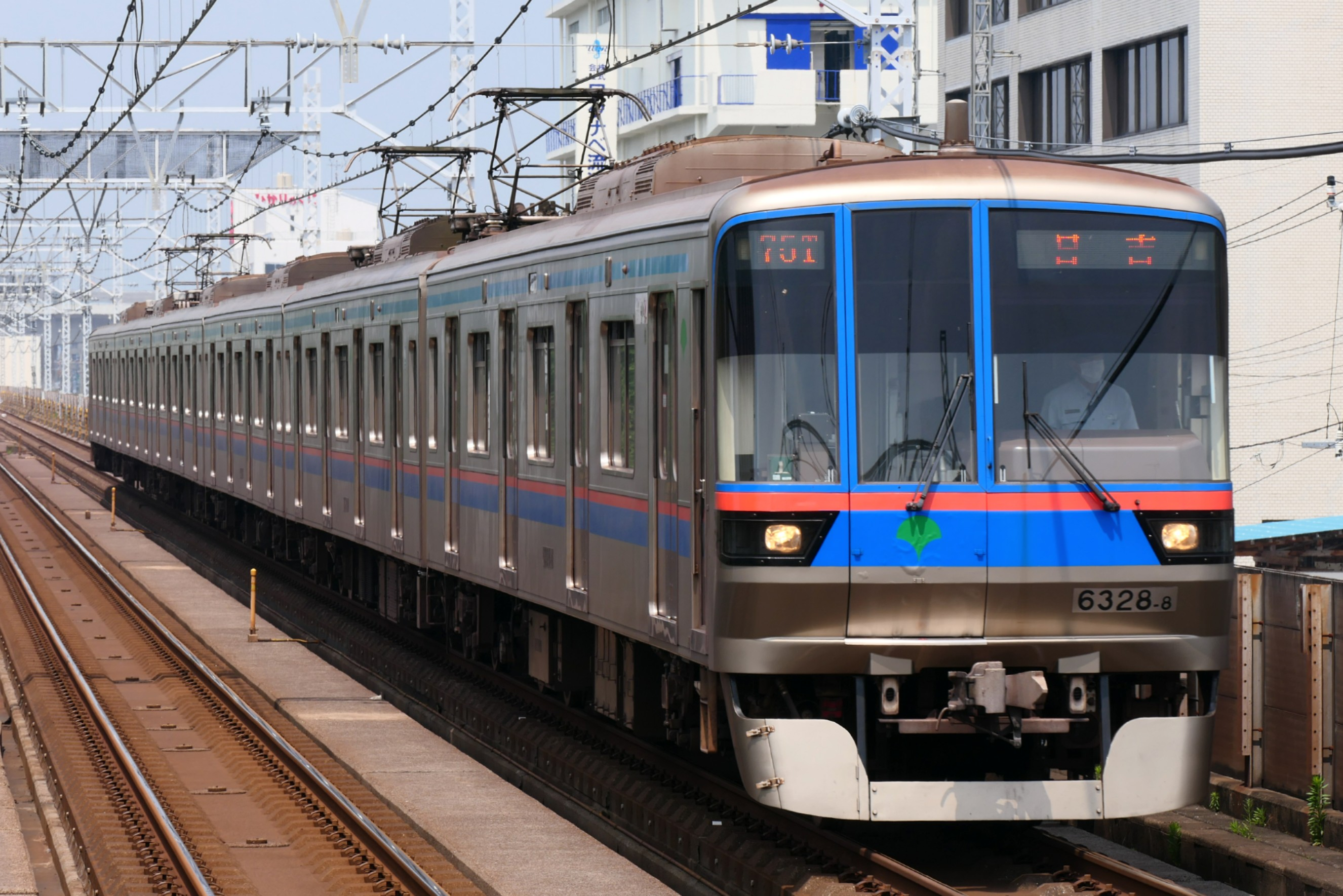
Toei série 6300
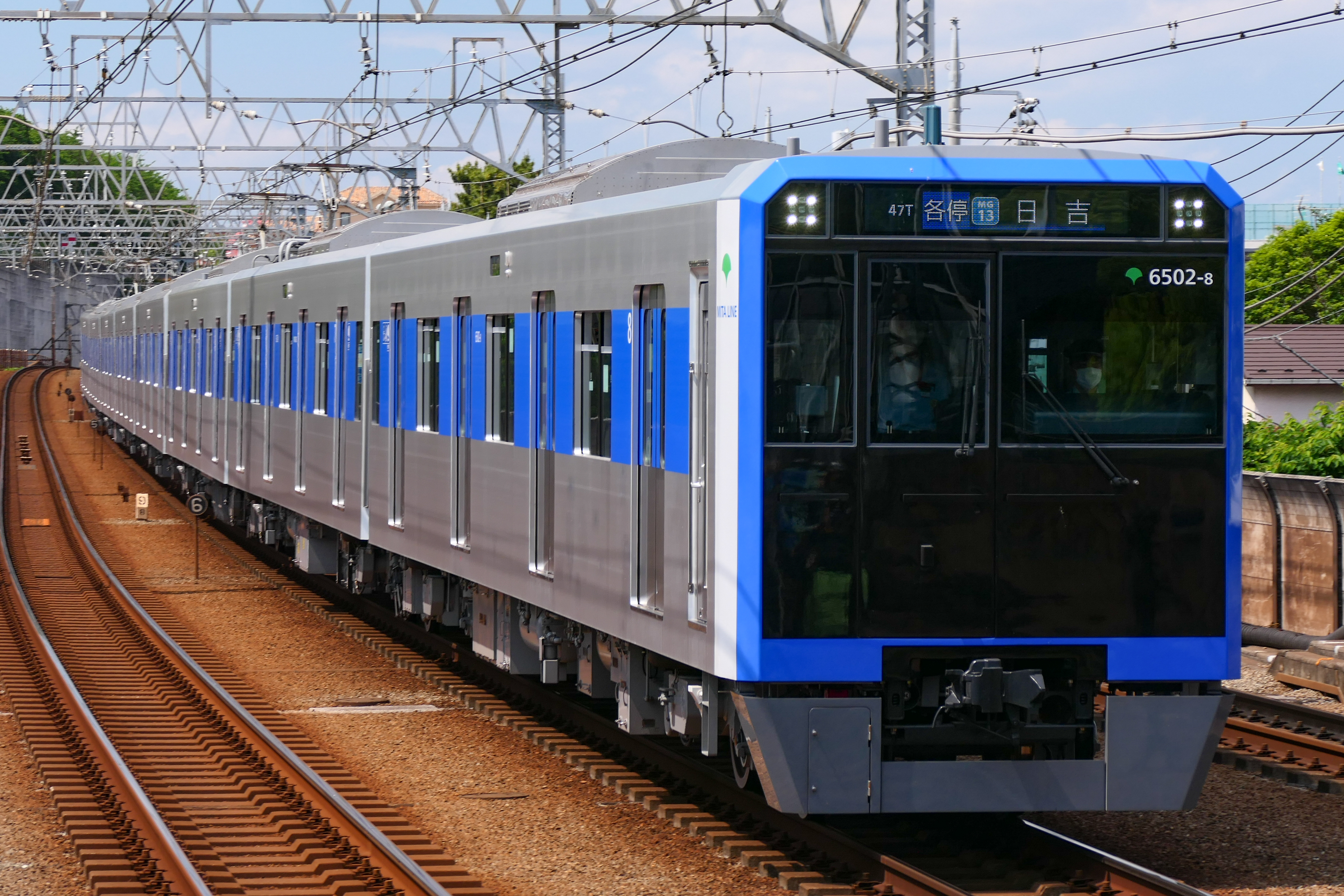
Toei série 6500
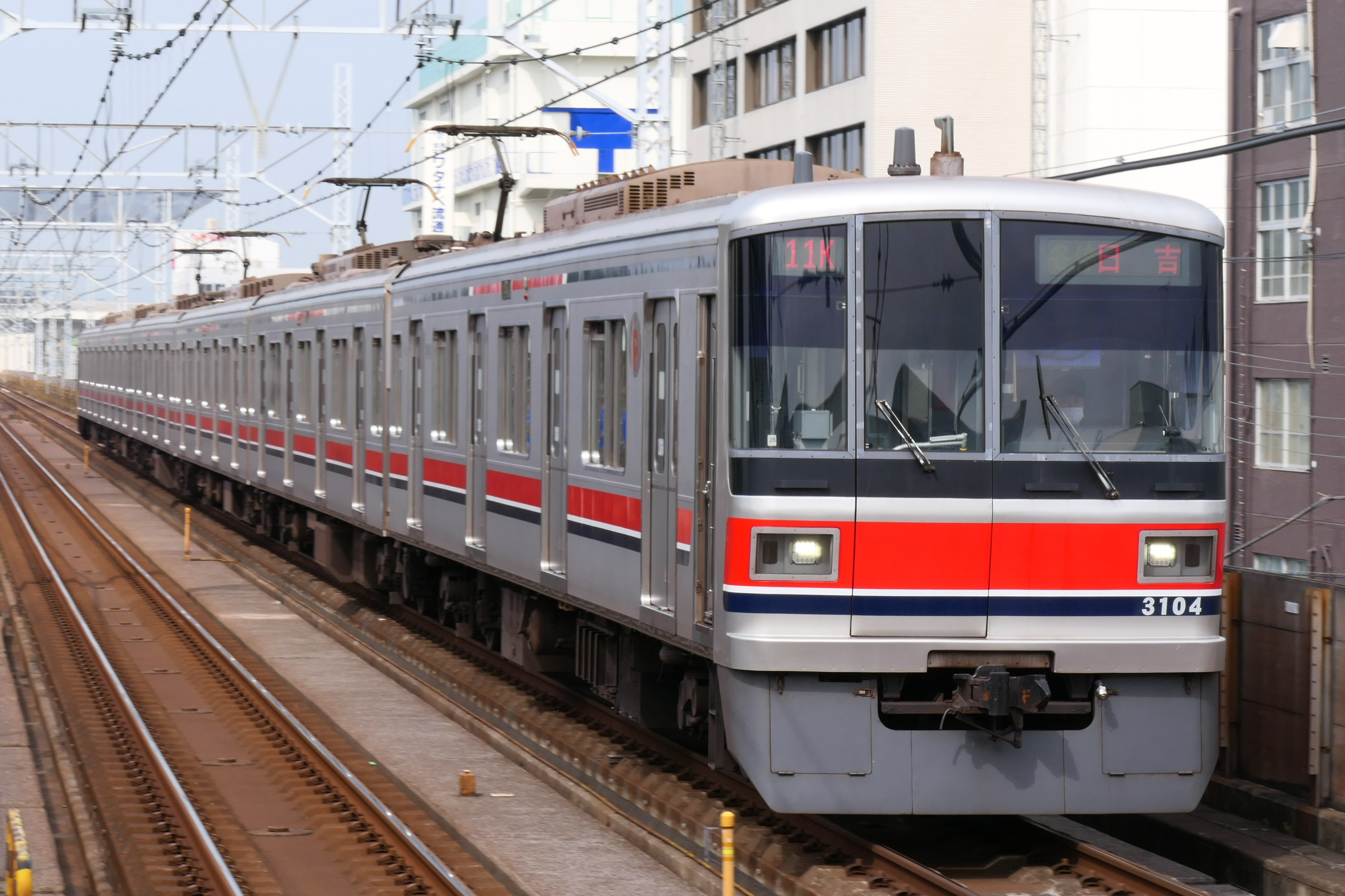
Tōkyū série 3000
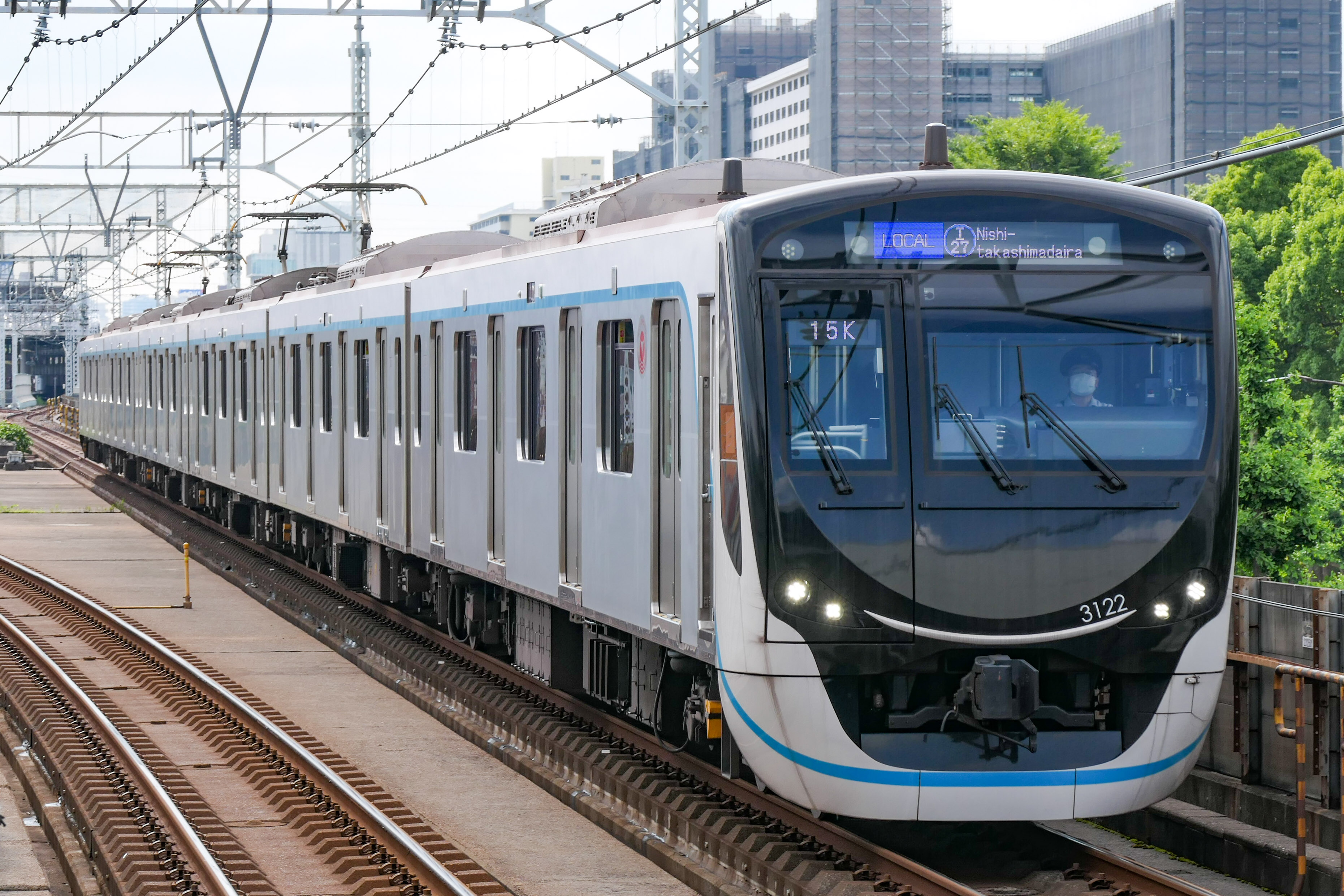
Tōkyū série 3020
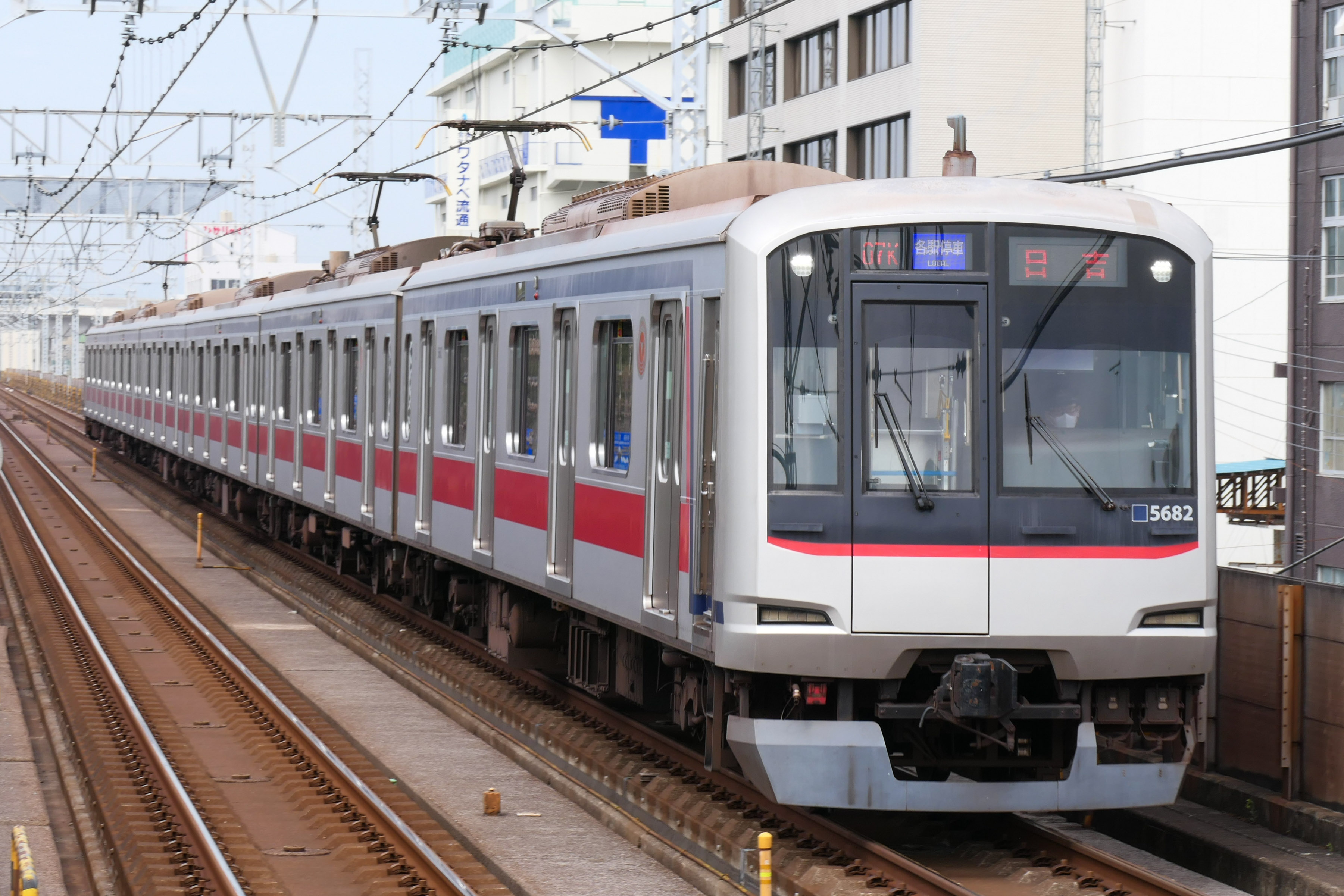
Tōkyū série 5080
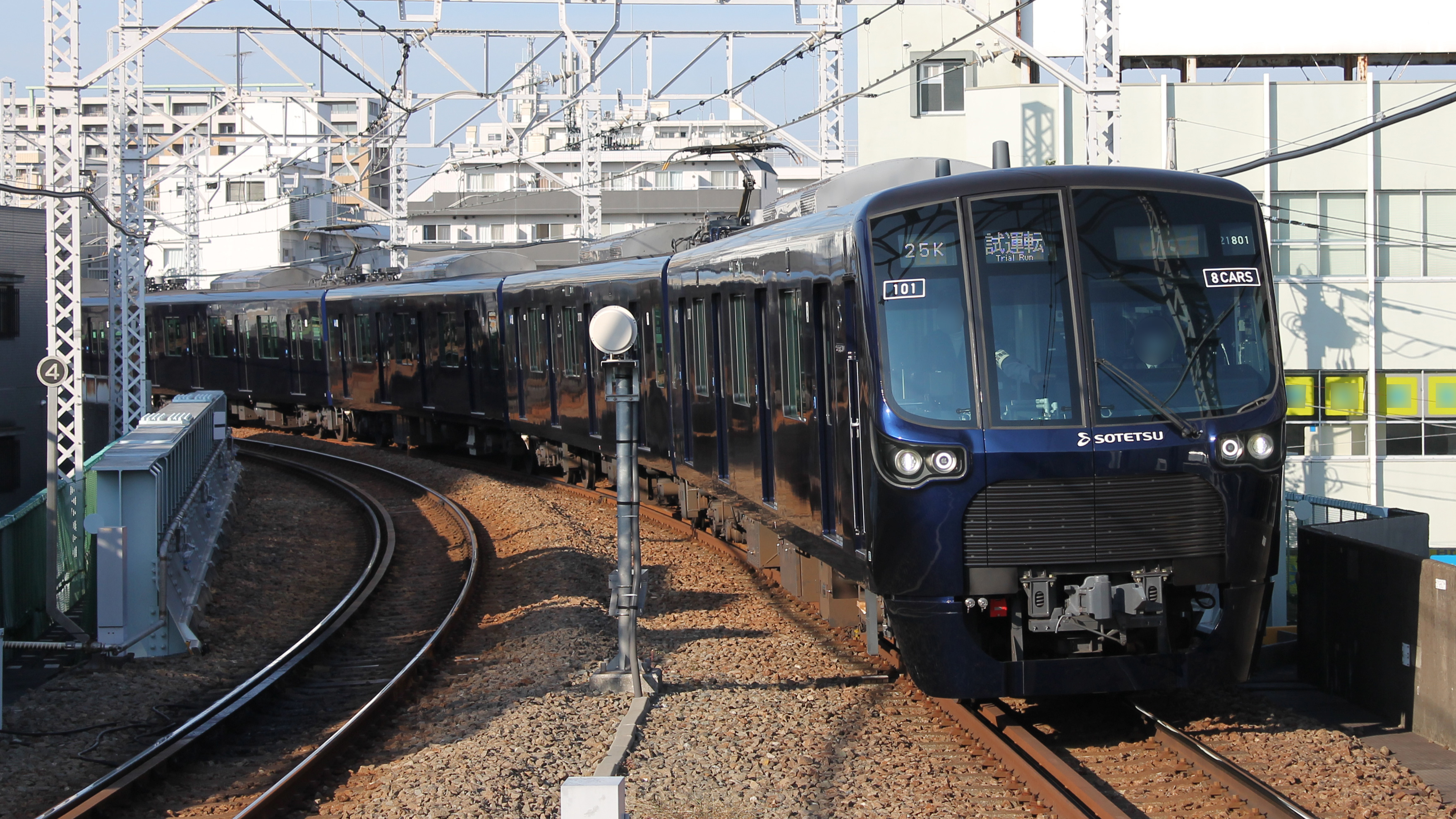
Sotetsu série 21000